# Draft NBA 2023
Il Draft NBA 2023 si è svolto il 22 giugno 2023 (in Italia cominciato la notte del 23 giugno) al Barclays Center di Brooklyn, New York. Questo draft, così come quello della stagione precedente, ha avuto solamente 58 scelte al posto delle 60 classiche in quanto è stata tolta la scelta al secondo turno ai Chicago Bulls ed ai Philadelphia 76ers per aver violato le regole sul tampering durante la free agency.

## Scelte

### Giocatori scelti al 1º giro
|   | Indica un giocatore che è stato selezionato per almeno un All-Star Game |
| * | Indica il giocatore che ha vinto il titolo di Rookie of the Year        |
|   | Indica un giocatore che non ha mai giocato una partita in NBA           |

| Scelta | Giocatore               | Ruolo | Nazionalità | Squadra NBA                                                        | Provenienza                    |
| ------ | ----------------------- | ----- | ----------- | ------------------------------------------------------------------ | ------------------------------ |
| 1      | Victor Wembanyama *     | AG/C  | Francia     | San Antonio Spurs                                                  | Metropolitans 92 (Francia)     |
| 2      | Brandon Miller          | AP/AG | Stati Uniti | Charlotte Hornets                                                  | Alabama (Fr.)                  |
| 3      | Scoot Henderson         | P     | Stati Uniti | Portland Trail Blazers                                             | G League Ignite (NBA G League) |
| 4      | Amen Thompson           | P     | Stati Uniti | Houston Rockets                                                    | City Reapers (Overtime Elite)  |
| 5      | Ausar Thompson          | G/A   | Stati Uniti | Detroit Pistons                                                    | City Reapers (Overtime Elite)  |
| 6      | Anthony Black           | P/G   | Stati Uniti | Orlando Magic                                                      | Arkansas (Fr.)                 |
| 7      | Bilal Coulibaly         | AP    | Francia     | Indiana Pacers (ceduto a Washington)                               | Metropolitans 92 (Francia)     |
| 8      | Jarace Walker           | AP/AG | Stati Uniti | Washington Wizards (ceduto ad Indiana)                             | Houston (Fr.)                  |
| 9      | Taylor Hendricks        | AG    | Stati Uniti | Utah Jazz                                                          | UCF (Fr.)                      |
| 10     | Cason Wallace           | P/G   | Stati Uniti | Dallas Mavericks (ceduto ad Oklahoma City)                         | Kentucky (Fr.)                 |
| 11     | Jett Howard             | AP    | Stati Uniti | Orlando Magic (ceduta da Chicago)                                  | Michigan (Fr.)                 |
| 12     | Dereck Lively           | C     | Stati Uniti | Oklahoma City Thunder (ceduto a Dallas)                            | Duke (Fr.)                     |
| 13     | Gradey Dick             | G/AP  | Stati Uniti | Toronto Raptors                                                    | Kansas (Fr.)                   |
| 14     | Jordan Hawkins          | G     | Stati Uniti | New Orleans Pelicans                                               | UConn (So.)                    |
| 15     | Kobe Bufkin             | G     | Stati Uniti | Atlanta Hawks                                                      | Michigan (So.)                 |
| 16     | Keyonte George          | G     | Stati Uniti | Utah Jazz (ceduta da Minnesota)                                    | Baylor (Fr.)                   |
| 17     | Jalen Hood-Schifino     | G     | Stati Uniti | Los Angeles Lakers                                                 | Indiana (Fr.)                  |
| 18     | Jaime Jáquez            | AP    | Messico     | Miami Heat                                                         | UCLA (Sr.)                     |
| 19     | Brandin Podziemski      | G     | Stati Uniti | Golden State Warriors                                              | Santa Clara (So.)              |
| 20     | Cam Whitmore            | AP    | Stati Uniti | Houston Rockets (ceduta dai LA Clippers)                           | Villanova (Fr.)                |
| 21     | Noah Clowney            | AG    | Stati Uniti | Brooklyn Nets (ceduta da Phoenix)                                  | Alabama (Fr.)                  |
| 22     | Dariq Whitehead         | G     | Stati Uniti | Brooklyn Nets                                                      | Duke (Fr.)                     |
| 23     | Kris Murray             | AG    | Stati Uniti | Portland Trail Blazers (ceduta da New York)                        | Iowa (Jr.)                     |
| 24     | Olivier-Maxence Prosper | AP    | Canada      | Sacramento Kings                                                   | Marquette (Jr.)                |
| 25     | Marcus Sasser           | P     | Stati Uniti | Memphis Grizzlies                                                  | Houston (Sr.)                  |
| 26     | Ben Sheppard            | G     | Stati Uniti | Indiana Pacers (ceduta da Cleveland)                               | Belmont (Sr.)                  |
| 27     | Nick Smith              | G     | Stati Uniti | Charlotte Hornets (ceduta da Denver via New York ed Oklahoma City) | Arkansas (Fr.)                 |
| 28     | Brice Sensabaugh        | AP    | Stati Uniti | Utah Jazz (ceduta da Philadelphia via Brooklyn)                    | Ohio State (Fr.)               |
| 29     | Julian Strawther        | AP    | Porto Rico  | Indiana Pacers (ceduta da Boston)                                  | Gonzaga (Jr.)                  |
| 30     | Kobe Brown              | AG    | Stati Uniti | Los Angeles Clippers (ceduta da Milwaukee via Houston)             | Missouri (Sr.)                 |

### Giocatori scelti al 2º giro
| Scelta | Giocatore | Ruolo | Nazionalità | Squadra NBA | Provenienza |
| ------ | --- | --- | --- | --- | --- |
| 31     | James Nnaji | C | Nigeria | Detroit Pistons | Barcellona (Spagna)                                                                                                  |
| 32     | Jalen Pickett | G | Stati Uniti | Indiana Pacers (ceduta da Houston)                                                                                   | Penn State (Sr.) |
| 33     | Leonard Miller | AP | Canada | San Antonio Spurs | G League Ignite (NBA G League)                                                                                       |
| 34     | Colby Jones | G | Stati Uniti | Charlotte Hornets (ceduta da Charlotte via Philadelphia ed Atlanta)                                                  | Xavier (Jr.) |
| 35     | Julian Phillips | AP | Stati Uniti | Boston Celtics (ceduta da Portland via Atlanta, LA Clippers, Detroit e Cleveland)                                    | Tennessee (Fr.) |
| 36     | Andre Jackson | G | Stati Uniti | Orlando Magic | UConn (Jr.) |
| 37     | Hunter Tyson | AP | Stati Uniti | Oklahoma City Thunder (ceduta da Washington via New Orleans)                                                         | Clemson (Sr.) |
| 38     | Jordan Walsh | AP | Stati Uniti | Sacramento Kings (ceduta da Indiana)                                                                                 | Arkansas (Fr.) |
| 39     | Mouhamed Gueye | AG | Senegal | Charlotte Hornets (ceduta da Utah via New York)                                                                      | Washington State (So.)                                                                                               |
| 40     | Maxwell Lewis | AP | Stati Uniti | Denver Nuggets (ceduta da Dallas via Oklahoma City)                                                                  | Pepperdine (So.) |
| 41     | Amari Bailey | G | Stati Uniti | Charlotte Hornets (ceduta da Oklahoma City via New York e Boston)                                                    | UCLA (Fr.) |
| 42     | Tristan Vukčević | AG/C | Serbia | Washington Wizards (ceduta da Chicago via Lakers e Washington)                                                       | Partizan (Serbia) |
| 43     | Rayan Rupert | G | Francia | Portland Trail Blazers (ceduta da Atlanta)                                                                           | New Zealand Breakers (Australia)                                                                                     |
| 44     | Sidy Cissoko | G/AP | Francia | San Antonio Spurs (ceduta da Toronto)                                                                                | G League Ignite (NBA G League)                                                                                       |
| 45     | G.G. Jackson | AG | Stati Uniti | Memphis Grizzlies (ceduta da Minnesota)                                                                              | South Carolina (Fr.)                                                                                                 |
| 46     | Seth Lundy | G | Stati Uniti | Atlanta Hawks (ceduta da New Orleans)                                                                                | Penn State (Sr.) |
| 47     | Mojave King | G | Nuova Zelanda | Los Angeles Lakers                                                                                                   | G League Ignite (NBA G League)                                                                                       |
| 48     | Jordan Miller | AP | Stati Uniti | Los Angeles Clippers                                                                                                 | Miami (Sr.) |
| 49     | Emoni Bates | AP | Stati Uniti | Cleveland Cavaliers (ceduta da Golden State via Utah e New Orleans)                                                  | Eastern Michigan (So.)                                                                                               |
| 50     | Keyontae Johnson | AP | Stati Uniti | Oklahoma City Thunder (ceduta da Miami via Boston, Memphis e Dallas)                                                 | Kansas State (Sr.)                                                                                                   |
| 51     | Jalen Wilson | AP | Stati Uniti | Brooklyn Nets | Kansas (Jr.) |
| 52     | Toumani Camara | AP/AG | Belgio | Phoenix Suns | Dayton (Sr.) |
| 53     | Jaylen Clark | G | Stati Uniti | Minnesota Timberwolves (ceduta da New York via Charlotte)                                                            | UCLA (Jr.) |
| 54     | Jalen Slawson | AP | Stati Uniti | Sacramento Kings | Furman (Sr.) |
| 55     | Isaiah Wong | P | Stati Uniti | Indiana Pacers (ceduta da Cleveland via Milwaukee e Detroit)                                                         | Miami (Sr.) |
| 56     | Tarik Biberović | AP | Bosnia ed Erzegovina                                                                                                 | Memphis Grizzlies | Fenerbahçe (Turchia)                                                                                                 |
| –      | Chicago Bulls (ceduta da Denver via Cleveland; scelta annullata a causa della violazione delle regole sul tampering) | Chicago Bulls (ceduta da Denver via Cleveland; scelta annullata a causa della violazione delle regole sul tampering) | Chicago Bulls (ceduta da Denver via Cleveland; scelta annullata a causa della violazione delle regole sul tampering) | Chicago Bulls (ceduta da Denver via Cleveland; scelta annullata a causa della violazione delle regole sul tampering) | Chicago Bulls (ceduta da Denver via Cleveland; scelta annullata a causa della violazione delle regole sul tampering) |
| –      | Philadelphia 76ers (scelta annullata a causa della violazione delle regole sul tampering)                            | Philadelphia 76ers (scelta annullata a causa della violazione delle regole sul tampering)                            | Philadelphia 76ers (scelta annullata a causa della violazione delle regole sul tampering)                            | Philadelphia 76ers (scelta annullata a causa della violazione delle regole sul tampering)                            | Philadelphia 76ers (scelta annullata a causa della violazione delle regole sul tampering)                            |
| 57     | Trayce Jackson-Davis                                                                                                 | AG | Stati Uniti | Washington Wizards (ceduta da Boston via Charlotte)                                                                  | Indiana (Sr.) |
| 58     | Chris Livingston | AP | Stati Uniti | Milwaukee Bucks | Kentucky (Fr.) |

## Scambi che coinvolgono le scelte del draft

### Scambi pre-draft
Prima del draft, sono state effettuati i seguenti movimenti di mercato, i quali hanno comportato lo scambio di scelte tra le squadre.
1. ↑  23 marzo 2021: Chicago Bulls – Orlando Magic[3]
  - Orlando ottiene Wendell Carter Jr., Otto Porter Jr., le scelte al primo giro dei draft 2021 e 2023
  - Chicago ottiene Nikola Vučević ed Al-Farouq Aminu
2. ↑  6 luglio 2022: Minnesota Timberwolves – Utah Jazz[4]
  - Utah ottiene Walker Kessler, le scelte al primo giro dei draft 2023, 2025, 2027 e 2029, oltre alla possibilità di scambiare le scelte del primo giro al draft 2026
  - Minnesota ottiene Rudy Gobert
3. 1 2  19 marzo 2021: Milwaukee Bucks – Houston Rockets[5]
  - Houston ottiene D.J. Augustin, D.J. Wilson, la possibilità di scambiare la loro scelta al secondo giro del draft 2021 con la scelta al primo giro di Milwaukee (protetta se nelle prime 9), oltre alla scelta al primo giro di Milwaukee al draft 2023
  - Milwaukee ottiene P.J. Tucker, Rodions Kurucs e si riprende la propria scelta al draft 2022 che era stata precedentemente ceduta
4. 1 2  9 febbraio 2023: Houston Rockets – Los Angeles Clippers (scambio a tre squadre, insieme ai Memphis Grizzlies)[6]
  - L.A. ottiene Eric Gordon e tre scelte al secondo giro
  - Houston ottiene John Wall, Danny Green e la possibilità di scambiare la scelta al primo giro di Milwaukee al draft 2023 con la scelta al primo giro dei Clippers
  - Memphis ottiene Luke Kennard
5. 1 2  9 febbraio 2023: Phoenix Suns – Brooklyn Nets (trade a quattro con Milwaukee Bucks ed Indiana Pacers)[7]
  - Brooklyn ottiene Mikal Bridges, Cameron Johnson, i diritti su Juan Pablo Vaulet, le scelte al primo giro di Phoenix ai draft 2023, 2025, 2027 e 2029, la possibilità di scambiare le proprie prime scelte con Phoenix al draft 2028, oltre a due future seconde scelte al draft da Milwaukee
  - Phoenix ottiene Kevin Durant e T.J. Warren
  - Milwaukee ottiene Jae Crowder
  - Indiana ottiene George Hill, Serge Ibaka, Jordan Nwora, tre future scelte al secondo giro da Milwaukee, oltre ad un pagamento da Brooklyn
6. 1 2  8 febbraio 2023: New York Knicks – Portland Trail Blazers (trade a quattro con Philadelphia 76ers e Charlotte Hornets)[8]
  - Portland ottiene Cam Reddish, Ryan Arcidiacono, Matisse Thybulle e la scelta al primo giro di New York (ma protetta in caso di lottery) nel draft 2023
  - New York ottiene Josh Hart
  - Philadelphia ottiene Jalen McDaniels, la scelta al secondo giro del draft 2024 di New York e la scelta al secondo giro di Portland al draft 2029
  - Charlotte ottiene Svjatoslav Mychajljuk, la migliore tra le scelte al secondo giro del draft 2023 tra quelle di Atlanta, Charlotte e Brooklyn, oltre alla scelta al secondo giro di Portland al draft 2027
7. ↑  7 febbraio 2022: Cleveland Cavaliers – Indiana Pacers[9]
  - Indiana ottiene Ricky Rubio, una scelta lottery-protected al primo giro del draft 2022 (che è poi diventata una scelta identica al draft 2023), la scelta al secondo turno di Houston al draft 2022 e la scelta al secondo turno di Utah al draft 2027
  - Cleveland ottiene Caris LeVert e la scelta al secondo turno di Miami al draft 2022
8. 1 2  23 novembre 2020: Denver Nuggets – Oklahoma City Thunder (trade a quattro con Milwaukee Bucks e New Orleans Pelicans)[10]
  - Oklahoma City ottiene George Hill, Zylan Cheatham, Josh Gray, Darius Miller, Kenrich Williams, una scelta futura al primo giro da Denver, la scelta al secondo giro di Washington al draft 2023 e la scelta al secondo giro al draft 2024 di Charlotte
  - Denver ottiene R.J. Hampton
  - Milwaukee ottiene Jrue Holiday e Sam Merrill
  - New Orleans ottiene Steven Adams, Eric Bledsoe, due future prime scelte da Milwaukee e la possibilità di scambiare due scelte al primo giro con Milwaukee
9. ↑  23 giugno 2022: Oklahoma City Thunder – New York Knicks[11]
  - New York ottiene la scelta protetta al primo giro del draft 2023 originariamente di Denver, Detroit e Washington
  - Oklahoma City ottiene Ousmane Dieng
10. 1 2 3 4  23 giugno 2022: New York Knicks – Charlotte Hornets (trade a tre con Detroit Pistons)[12]
  - Charlotte ottiene una scelta al primo giro del draft 2023 da Denver e quattro future scelte al secondo giro
  - New York ottiene la scelta al primo giro del draft 2025 originariamente di Milwaukee
  - Detroit ottiene Kemba Walker e Jalen Duren
11. ↑  10 febbraio 2022: Philadelphia 76ers – Brooklyn Nets[13]
  - Brooklyn ottiene Ben Simmons, Seth Curry, Andre Drummond, una scelta al primo giro al draft 2022 con la possibilità di rinviarla al 2023 (come è poi stato fatto) ed una scelta protetta al primo giro del draft 2027
  - Philadelphia ottiene James Harden e Paul Millsap
12. ↑  30 giugno 2022: Brooklyn Nets – Utah Jazz[14]
  - Utah ottiene una scelta al primo giro al draft 2023 (la scelta peggiore tra quelle di Brooklyn, Houston e Philadelphia)
  - Brooklyn ottiene Royce O'Neale
13. ↑  9 luglio 2022: Boston Celtics – Indiana Pacers[15]
  - Indiana ottiene Aaron Nesmith, Daniel Theis, Nik Stauskas, Malik Fitts, Juwan Morgan ed una scelta al primo giro del draft 2023
  - Boston ottiene Malcolm Brogdon
14. ↑  13 gennaio 2021: Houston Rockets – Indiana Pacers (trade a quattro con Brooklyn Nets e Cleveland Cavaliers)[16]
  - Indiana ottiene Caris LeVert e la scelta di Houston al secondo giro del draft 2023
  - Houston ottiene la scelta al primo giro di Milwaukee al draft 2022, le scelte al primo giro di Brooklynai draft 2022, 2024 e 2026, oltre alla possibilità di scambiare le scelte al primo giro con Brooklyn ai draft 2021, 2023, 2025 e 2027
  - Brooklyn ottiene James Harden e la scelta al secondo giro di Cleveland al draft 2024
  - Cleveland ottiene Jarrett Allen e Taurean Prince
15. ↑  21 giugno 2018: Charlotte Hornets – Atlanta Hawks[17]
  - Atlanta ottiene le seconde scelte ai draft 2019 e 2023
  - Charlotte ottiene Devonte' Graham
16. ↑  7 luglio 2019: Atlanta Hawks – Philadelphia 76ers[18]
  - Philadelphia ottiene Jordan Bone, una scelta protetta al secondo giro del draft 2020 e la migliore scelta al secondo giro del draft 2023 tra quelle di Atlanta, Charlotte e Brooklyn
  - Atlanta ottiene Bruno Fernando
17. ↑  4 febbraio 2019: Portland Trail Blazers – Cleveland Cavaliers[19]
  - Cleveland ottiene Nik Stauskas, Wade Baldwin IV e le scelte al secondo giro del draft 2021 e 2023
  - Portland ottiene Rodney Hood
18. ↑  June 27, 2019: Cleveland Cavaliers – Detroit Pistons[20]
  - Detroit ottiene la scelta al secondo giro di Portland al draft 2023, tre future scelte al secondo giro ed un pagamento in denaro
  - Cleveland ottiene Kevin Porter Jr.
19. ↑  19 novembre 2020: Detroit Pistons – L.A. Clippers (trade a tre squadre con i Brooklyn Nets)[21]
  - L.A. ottiene Jay Scrubb, Luke Kennard, Justin Patton, la scelta al secondo giro di Portland al draft 2023 e tre future scelte al secondo giro
  - Detroit ottiene Saddiq Bey, Džanan Musa, Jaylen Hands, Rodney McGruder, una scelta al secondo giro ed un pagamento in denaro
  - Brooklyn ottiene Landry Shamet, Reggie Perry e Bruce Brown
20. ↑  25 marzo 2021: L.A. Clippers – Atlanta Hawks[22]
  - Atlanta ottiene Lou Williams, la scelta al secondo giro di Portland al draft 2023 ed una scelta al secondo giro del draft 2027
  - L.A. ottiene Rajon Rondo
21. ↑  7 agosto 2021: Atlanta Hawks – Boston Celtics (trade a tre squadre con i Sacramento Kings)[23]
  - Boston ottiene Kris Dunn, Bruno Fernando e la scelta al secondo giro di Portland al draft 2023
  - Atlanta ottiene Delon Wright
  - Sacramento ottiene Tristan Thompson
22. ↑  6 febbraio 2019: Washington Wizards – New Orleans Pelicans[24]
  - New Orleans ottiene Markieff Morris ed una scelta al secondo giro del draft 2023
  - Washington ottiene Wesley Johnson
23. ↑  8 febbraio 2022: Indiana Pacers – Sacramento Kings[25]
  - Sacramento ottiene Justin Holiday, Jeremy Lamb, Domantas Sabonis ed una scelta al secondo giro del draft 2023
  - Indiana ottiene Tyrese Haliburton, Buddy Hield e Tristan Thompson
24. ↑  19 novembre 2020: Utah Jazz – New York Knicks[26]
  - New York ottiene Ed Davis e due scelte al secondo giro al draft 2023
  - Utah ottiene un pagamento in denaro
25. ↑  20 novembre 2020: Dallas Mavericks – Oklahoma City Thunder (trade a tre con Detroit Pistons)[27][28]
  - Oklahoma City ottiene Justin Jackson, Trevor Ariza, la migliore scelta al secondo giro del draft 2023 tra quelle di Dallas e Miami, oltre alla scelta al secondo giro di Dallas al draft 2026
  - Dallas ottiene James Johnson
  - Detroit ottiene Delon Wright
26. ↑  23 giugno 2022: Oklahoma City Thunder – Denver Nuggets[29]
  - Denver ottieme i diritti su Peyton Watson e due future scelte al secondo giro
  - Oklahoma City ottiene JaMychal Green ed una scelta protetta al primo giro del draft 2027
27. ↑  18 giugno 2021: Oklahoma City Thunder – Boston Celtics[30]
  - Boston ottiene Al Horford, Moses Brown, ed una scelta al secondo giro del draft 2023
  - Oklahoma City ottiene Kemba Walker, una scelta al primo giro del draft 2021 ed una scelta al secondo giro del draft 2025
28. ↑  17 agosto 2021: Boston Celtics – New York Knicks[31]
  - New York ottiene Evan Fournier edue future scelte al secondo giro
  - Boston ottiene un pagamento in denaro
29. ↑  6 febbraio 2019: Chicago Bulls – Washington Wizards[32]
  - Washington ottiene Bobby Portis, Jabari Parker ed una scelta protetta al secondo giro del draft 2023
  - Chicago ottiene Otto Porter Jr.
30. ↑  1º luglio 2019: Chicago Bulls – Washington Wizards[33]
  - Washington ottiene la rimovzione della protezione sulla seconda scelta di Chicago al draft 2023 and additional future draft compensation
  - Chicago ottiene Tomáš Satoranský
31. ↑  6 agosto 2021: Washington Wizards – Los Angeles Lakers (trade a cinque con Indiana, San Antonio e Brooklyn)[34]
  - LA Lakers ottiene Russell Westbrook e le scelte al secondo giro dei draft 2023, 2024 e 2028
  - Washington ottiene Spencer Dinwiddie, Aaron Holiday, Kentavious Caldwell-Pope, Kyle Kuzma, Montrezl Harrell, i diritti su Isaiah Todd ed un pagamento in denaro da Indiana
  - San Antonio ottiene una scelta al secondo giro del draft 2022 e Chandler Hutchison
  - Indiana ottiene i diritti su Isaiah Jackson
  - Brooklyn ottiene i diritti su Nikola Milutinov, una scelta al secondo giro del draft 2024 e la possibilità di scambiare la propria scelta al secondo giro del draft 2025 con Washington
32. ↑  23 gennaio 2023: Los Angeles Lakers – Washington Wizards[35]
  - Washington ottiene Kendrick Nunn e tre future scelte al secondo giro
  - LA Lakers ottiene Rui Hachimura
33. ↑  9 febbraio 2023: Atlanta Hawks – Portland Trail Blazers (trade a quattro con Golden State Warriors e Detroit Pistons)[36]
  - Portland ottiene Kevin Knox, la migliore scelta tra quelle di Atlanta e Brooklyn al secondo giro del draft 2023, oltre ad altre 4 future scelte al secondo giro
  - Atlanta ottiene Saddiq Bey
  - Detroit ottiene James Wiseman
  - Golden State ottiene Gary Payton II e due future scelte al secondo giro
34. ↑  9 febbraio 2023: Toronto Raptors – San Antonio Spurs[37]
  - San Antonio ottiene Khem Birch, una scelta al primo giro del draft 2024 e due scelte al secondo giro dei draft 2023 e 2025
  - Toronto ottiene Jakob Pöltl
35. ↑  24 giugno 2022: Minnesota Timberwolves – Memphis Grizzlies[38]
  - Memphis ottiene i diritti su Jake LaRavia ed una scelta al secondo giro del draft 2023
  - Minnesota ottiene i diritti su Walker Kessler e TyTy Washington Jr.
36. ↑  6 luglio 2019: Atlanta Hawks – New Orleans Pelicans[39]
  - New Orleans Pelicans ottiene i diritti su Jaxson Hayes, Nickeil Alexander-Walker e Marcos Louzada Silva, oltre alle scelte al secondo giro dei draft 2021 e 2022
  - Atlanta ottiene Solomon Hill, i diritti su De'Andre Hunter e Jordan Bone, oltre alla scelta al secondo giro del draft 2023
37. ↑  20 giugno 2019: Golden State Warriors – New Orleans Pelicans[40]
  - New Orleans ottiene una scelta al secondo giro al draft 2021, una scelta al secondo giro al draft 2023 ed un pagamento in denaro
  - Golden State ottiene Alen Smailagić
38. ↑  7 luglio 2019: New Orleans Pelicans – Utah Jazz[41]
  - Utah ottiene le scelte al secondo giro di Golden State ai draft 2021 e 2023
  - New Orleans ottiene Derrick Favors
39. ↑  24 dicembre 2019: Utah Jazz – Cleveland Cavaliers[42]
  - Cleveland ottiene Danté Exum, la scelta al secondo giro di San Antonio al draft 2022 e la scelta al secondo giro di Golden State al draft 2023
  - Utah ottiene Jordan Clarkson
40. ↑  7 luglio 2017: Miami Heat – Dallas Mavericks[43]
  - Dallas ottiene Josh McRoberts, una scelta al secondo giro al draft 2023 ed un pagamento in denaro
  - Miami ottiene A.J. Hammons
41. ↑  8 luglio 2019: Dallas Mavericks – Memphis Grizzlies[44]
  - Memphis ottiene i diritti su Satnam Singh, una scelta al secondo giro del draft 2021 e la scelta peggiore al secondo giro tra quelle di Dallas e Miami al draft 2023
  - Dallas ottiene Delon Wright
42. ↑  20 novembre 2020: Memphis Grizzlies – Boston Celtics (trade a tre squadre con Portland)[45]
  - Boston ottiene due future scelte al secondo giro da Memphis
  - Memphis ottiene Mario Hezonja ed i diritti su Desmond Bane
  - Portland ottiene Enes Kanter ed un pagamento in denaro
43. ↑  9 febbraio 2023: Boston Celtics – Oklahoma City Thunder[46]
  - Oklahoma City ottiene Justin Jackson, la peggiore scelta al secondo giro tra le due di Boston del draft 2023 ed una scelta al secondo giro del draft 2029
  - Boston ottiene Mike Muscala
44. ↑  23 giugno 2022: Charlotte Hornets – Minnesota Timberwolves[47]
  - Charlotte ottiene i diritti di Bryce McGowens
  - Minnesota ottiene i diritti di Josh Minott e la scelta al secondo giro di New York del draft 2023
45. ↑  6 febbraio 2020: Cleveland Cavaliers – Detroit Pistons[48]
  - Detroit ottiene Brandon Knight, John Henson e la migliore scelta al secondo giro del draft 2023 tra quelle di Golden State e Cleveland
  - Cleveland ottiene Andre Drummond
46. ↑  10 febbraio 2022: Detroit Pistons – Milwaukee Bucks (trade a quattro con Sacramento Kings e Los Angeles Clippers)[49]
  - Milwaukee ottiene Serge Ibaka, due future scelte al secondo giro ed un pagamento in denaro
  - Detroit ottiene Marvin Bagley III
  - LA ottiene Rodney Hood e Semi Ojeleye
  - Sacramento ottiene Donte DiVincenzo, Josh Jackson e Trey Lyles
47. ↑  25 marzo 2021: Denver Nuggets – Cleveland Cavaliers[50]
  - Cleveland ottiene Isaiah Hartenstein, una scelta protetta top-46 al secondo giro del draft 2023 ed una scelta al secondo giro del draft 2027
  - Denver ottiene JaVale McGee
48. ↑  27 agosto 2021: Cleveland Cavaliers – Chicago Bulls (scambio a tre squadre, insieme ai Portland Trail Blazers)[51]
  - Chicago ottiene Derrick Jones Jr., una scelta lottery-protected al primo giro del draft 2022 e la scelta protetta di Denver al draft 2023.
  - Cleveland ottiene Lauri Markkanen
  - Portland ottiene Larry Nance Jr.
49. ↑  29 novembre 2020: Boston Celtics – Charlotte Hornets[52]
  - Charlotte ottiene Gordon Hayward e le scelte al secondo giro dei draft 2023 e 2024
  - Boston ottiene una scelta protetta al secondo giro del draft 2022
50. ↑  10 febbraio 2022: Charlotte Hornets – Washington Wizards[53]
  - Washington ottiene Ish Smith, Vernon Carey Jr. ed una scelta condizionata al secondo giro nel 2023 o 2024, originariamente di Boston.
  - Charlotte ottiene Montrezl Harrell

## Draft lottery
La NBA Draft Lottery si è tenuta il 16 maggio 2023.
|  | Indica il risultato effettivo della Lottery |

| Squadra                | 2022–23 record | Numero di combinazioni | Probabilità di scelta | Probabilità di scelta | Probabilità di scelta | Probabilità di scelta | Probabilità di scelta | Probabilità di scelta | Probabilità di scelta | Probabilità di scelta | Probabilità di scelta | Probabilità di scelta | Probabilità di scelta | Probabilità di scelta | Probabilità di scelta | Probabilità di scelta |
| Squadra                | 2022–23 record | Numero di combinazioni | 1ª                    | 2ª                    | 3ª                    | 4ª                    | 5ª                    | 6ª                    | 7ª                    | 8ª                    | 9ª                    | 10ª                   | 11ª                   | 12ª                   | 13ª                   | 14ª                   |
| ---------------------- | -------------- | ---------------------- | --------------------- | --------------------- | --------------------- | --------------------- | --------------------- | --------------------- | --------------------- | --------------------- | --------------------- | --------------------- | --------------------- | --------------------- | --------------------- | --------------------- |
| Detroit Pistons        | 17–65          | 140                    | 14.0%                 | 13.4%                 | 12.7%                 | 12.0%                 | 47.9%                 | –                     | –                     | –                     | –                     | –                     | –                     | –                     | –                     | –                     |
| Houston Rockets        | 22–60          | 140                    | 14.0%                 | 13.4%                 | 12.7%                 | 12.0%                 | 27.8%                 | 20.0%                 | –                     | –                     | –                     | –                     | –                     | –                     | –                     | –                     |
| San Antonio Spurs      | 22–60          | 140                    | 14.0%                 | 13.4%                 | 12.7%                 | 12.0%                 | 14.8%                 | 26.0%                 | 7.0%                  | –                     | –                     | –                     | –                     | –                     | –                     | –                     |
| Charlotte Hornets      | 27–55          | 125                    | 12.5%                 | 12.2%                 | 11.9%                 | 11.5%                 | 7.2%                  | 25.7%                 | 16.8%                 | 2.2%                  | –                     | –                     | –                     | –                     | –                     | –                     |
| Portland Trail Blazers | 33–49          | 105                    | 10.5%                 | 10.5%                 | 10.6%                 | 10.5%                 | 2.2%                  | 19.6%                 | 26.7%                 | 8.7%                  | 0.6%                  | –                     | –                     | –                     | –                     | –                     |
| Orlando Magic          | 34–48          | 90                     | 9.0%                  | 9.2%                  | 9.4%                  | 9.6%                  | –                     | 8.6%                  | 29.7%                 | 20.6%                 | 3.7%                  | 0.2%                  | –                     | –                     | –                     | –                     |
| Indiana Pacers         | 35–47          | 68                     | 6.8%                  | 7.1%                  | 7.5%                  | 7.9%                  | –                     | –                     | 19.7%                 | 35.6%                 | 13.8%                 | 1.4%                  | <0.1%                 | –                     | –                     | –                     |
| Washington Wizards     | 35–47          | 67                     | 6.7%                  | 7.0%                  | 7.4%                  | 7.8%                  | –                     | –                     | –                     | 32.9%                 | 31.1%                 | 6.6%                  | 0.4%                  | <0.1%                 | –                     | –                     |
| Utah Jazz              | 37–45          | 45                     | 4.5%                  | 4.8%                  | 5.2%                  | 5.7%                  | –                     | –                     | –                     | –                     | 50.7%                 | 25.9%                 | 3.0%                  | 0.1%                  | <0.1%                 | –                     |
| Dallas Mavericks       | 38–44          | 30                     | 3.0%                  | 3.3%                  | 3.6%                  | 4.0%                  | –                     | –                     | –                     | –                     | –                     | 65.9%                 | 19.0%                 | 1.2%                  | <0.1%                 | <0.1%                 |
| Chicago Bulls          | 40–42          | 18                     | 1.8%                  | 2.0%                  | 2.2%                  | 2.5%                  | –                     | –                     | –                     | –                     | –                     | –                     | 77.6%                 | 13.5%                 | 0.4%                  | <0.1%                 |
| Oklahoma City Thunder  | 40–42          | 17                     | 1.7%                  | 1.9%                  | 2.1%                  | 2.4%                  | –                     | –                     | –                     | –                     | –                     | –                     | –                     | 85.2%                 | 6.7%                  | 0.1%                  |
| Toronto Raptors        | 41–41          | 10                     | 1.0%                  | 1.1%                  | 1.2%                  | 1.4%                  | –                     | –                     | –                     | –                     | –                     | –                     | –                     | –                     | 92.9%                 | 2.3%                  |
| New Orleans Pelicans   | 42–40          | 5                      | 0.5%                  | 0.6%                  | 0.6%                  | 0.7%                  | –                     | –                     | –                     | –                     | –                     | –                     | –                     | –                     | –                     | 97.6%                 |

1. ↑  New York avrebbe ricevuto la scelta se fosse stata nel range 11-30.
2. ↑  Orlando ha ricevuto la scelta in quanto nel range 5–30.